# 살리흐 외즈잔
살리흐 외즈잔(튀르키예어: Salih Özcan, 1998년 1월 11일 ~ )는 튀르키예의 축구 선수이다. 그의 포지션은 수비형 미드필더로, 현재 독일 분데스리가의 VfL 볼프스부르크에서 활약하고 있다.

## 클럽 경력
독일에서 태어난 외즈잔은 튀르키예 혈통으로 튀르키예 가정에서 태어났다. 외즈잔은 그의 유소년 축구 경력 대부분을 1. FC 쾰른 유소년 팀에서 보냈다. 2016년 9월, 그는 샬케 04와의 경기에서 1. FC 쾰른 소속으로 1군 데뷔전을 치렀다. 외즈잔은 2017-18 시즌 동안 중앙 미드필더로 꾸준히 선발 출전했다. 2018년 9월 2일, 그는 FC 장크트파울리와의 경기에서 리그 데뷔골을 넣었다.
2017년, 외즈잔은 프리츠 발터 메달 U-19 부문 금메달을 수상했다.
2019년 8월 23일, 외즈잔은 홀슈타인 킬에 2019-20 시즌이 끝날 때까지 임대되었다.
2021년 6월 29일, 이적 가능성에 대한 추측에도 불구하고, 쾰른은 외즈잔이 구단과 2년 재계약을 체결했다고 발표했다.
2022년 5월 23일, 다수의 언론들은 외즈잔이 2022-23 시즌에 보루시아 도르트문트에 합류할 것이며, 2026년까지 계약을 체결할 것이라고 보도했다. 독일 스포츠 전문지 키커는 이적료를 €5M으로 추정했다.

## 국가대표팀 경력
외즈잔은 튀르키예와 독일 대표팀을 대표할 자격이 있으며, 독일 청소년 국가대표팀 일원으로 활약했다.
2022년 3월 25일, 외즈잔은 슈테판 쿤츠 감독에 의해 튀르키예 축구 국가대표팀에 차출되었다. 2022년 3월 29일, 3-2로 패한 이탈리아와의 친선 경기에서 튀르키예 축구 국가대표팀 데뷔전을 치렀다.

## 수상 내역
1. FC 쾰른
- 2. 분데스리가: 2018-19

독일 U-21
- UEFA U-21 축구 선수권 대회: 2021

개인
- 프리츠 발터 메달 U-19 금메달: 2017[5]
- 키커 분데스리가 올 시즌의 팀: 2021–22[13]